# Kraven le chasseur (Serguei Kravinoff)
Pour l’article homonyme, voir Kraven le chasseur (Alyosha Kravinoff).
Serguei Kravinov, alias Kraven le chasseur (« Kraven the Hunter » en VO) est un super-vilain évoluant dans l'univers Marvel de la maison d'édition Marvel Comics. Créé par le scénariste Stan Lee et le dessinateur Steve Ditko, le personnage de fiction apparaît pour la première fois dans le comic book The Amazing Spider-Man (vol. 1) #15 en août 1964.
Le personnage est connu pour être un ennemi récurrent du héros Spider-Man. À sa mort, son fils Alyosha Kravinoff reprend le surnom de Kraven le chasseur.

## Biographie du personnage

### Origines
Fils de parents russes, Serguei Kravinov perd sa mère étant jeune. Son père se remarie avec une servante et a un enfant : Dimitri. Serguei accuse son père de trahir l'amour de sa mère et s'enfuit de chez lui. Il traverse l'Europe, l'Asie et l'Afrique. Ne vivant que de chasses et d'herbes, il devient un chasseur réputé pour avoir tué un gorille adulte à mains nues.
Un jour, il rencontre un sorcier africain qui lui donne le secret d'une potion qui décuple ses forces et sa vitesse. Kraven écoute les conseils du sorcier et découvre avec étonnement ses nouveaux pouvoirs : une force surhumaine, une rapidité et ses sens aiguisés comme ceux de Daredevil (surtout le flair).
Grâce à son expérience de la chasse et sa connaissance des plantes, Sergei devient Kraven, le chasseur parfait. Un jour, son demi-frère, le Caméléon le contacte car il a besoin de lui pour vaincre un certain Spider-Man. Kraven s'habille d'un costume composé de peaux des animaux les plus dangereux de la savane, qu'il a tué à mains nues, et part pour New York.

### Parcours
Tentant tous les deux de revenir illégalement aux États-Unis, Kraven est capturé presque immédiatement par Iron Man alors que le Caméléon, échappant aux Vengeurs, tente en vain de triompher de celui-ci en manipulant ses coéquipiers Vengeurs dans l’espoir de montrer sa valeur à son frère aîné.
Peu après, Kraven s’allie au Docteur Octopus, Electro, l'Homme-sable, Mystério et le Vautour pour former les Sinister Six, un groupe dont l’unique but est de se débarrasser de Spider-Man. Mais, optant pour des attaques individuelles successives dans le but de fatiguer le héros, les Six sont mis en déroute les uns après les autres par Spider-Man. Quelques mois après, Kraven tente de se faire passer pour Spider-Man en revêtant un uniforme identique ; harcelant alors Jameson, il essaye de salir son image dans l’espoir d’attirer son attention. Son plan réussit et Spider-Man cherche à découvrir l’identité de cet imposteur. Les deux ennemis se retrouvent piégés dans un vieil immeuble où ils doivent s’associer pour combattre un gang de voleurs. Une nouvelle fois, Spider-Man capture Kraven qui, pour l'honneur, révèle la vérité à la police.
Kraven continue cependant à traquer Spider-Man, engagé par le Bouffon vert par « l’intermédiaire » de Norman Osborn, sans se rendre compte que les deux personnes ne sont qu’un ; cette nouvelle tentative s’achève par un autre échec. Libéré de prison, Kraven cherche à obtenir paiement du Bouffon Vert, s’attaquant alors à Osborn, le seul contact qu’il connaît. Kraven enlève son fils, Harry Osborn, ; mais, faisant face à Norman Osborn, Sergeï se rend compte que ce dernier a véritablement tout oublié de leur ancien accord (en effet, durant l’incarcération de Kraven, Norman avait affronté Spider-Man et lors de cette bataille, Norman devient amnésique, oubliant jusqu’à l’existence du Bouffon vert).
Abandonnant Norman et Harry Osborn, il affronta une fois de plus Spider-Man, déclarant qu’il ne voulait plus avoir affaire aux Osborn. Quelques semaines plus tard, jaloux de voir un nouveau Vautour (Blackie Drago) triompher de Spider-Man, alors affaibli par une forte grippe, et donc de lui voler l’honneur de vaincre le tisseur qu’il pensait lui revenir de droit, Kraven attaqua le second Vautour. Il piégea ce dernier dans une jungle artificielle, où ils furent tous les deux surpris par un Spider-Man rétabli qui captura simultanément ses deux ennemis.
Dans les mois qui suivirent, Kraven s’attaqua à d’autres héros, probablement afin d’améliorer ses capacités et ses talents de chasseur face à une proie humaine. Il se heurta ainsi aux premiers X-Men, avant de défier en duel Ka-Zar, alors en visite à New-York. Vaincu par le seigneur du Pays sauvage, Kraven décida de prendre sa revanche et se rendit en Antarctique. Sur place, alors qu’il cherchait son ennemi, il découvrit un vaisseau écrasé dans les marais où il trouva une couveuse abritant un enfant extra-terrestre d’une taille de quelques centimètres. Kraven décida d’élever ce bébé et s’aperçut qu’au fil de sa croissance, celui-ci adoptait une taille colossale. Kraven baptisa l’extra-terrestre, de la race des Tsiln, Gog (en) et décida de profiter de la taille, de la force et de l’obéissance enfantine de celui-ci pour prendre sa revanche sur Ka-Zar. Surprenant une expédition du Daily Bugle à laquelle participait Jameson, Peter Parker et Gwen Stacy, il enleva cette dernière afin d’attirer Ka-Zar. Kraven réussit au-delà de ses espoirs, se retrouvant non seulement face au seigneur du Pays sauvage mais également à Spider-Man, venu délivrer sa petite-amie.
Mais, du coup, les deux héros purent triompher de Gog, qui finit enlisé dans des sables mouvants, tandis que Kraven faisait une chute apparemment mortelle du haut d’une falaise. Survivant, mais avec un bras cassé, Kraven regagna les États-Unis. Là, ne pouvant affronter directement le Tisseur, il s’allia à un simple laveur de vitre, Martin Blank, qu’il entraîna avant de lui donner l’identité costumée du Gibbon. Lui donnant une version différente de son propre sérum, qui provoqua une éphémère crise de fureur chez le Gibbon, Kraven renvoya celui-ci recherche et attaquer Spider-Man. Cependant, le sérum modifié s’avéra trop instable et Spider-Man put profiter des problèmes mentaux rencontrés par Blank pour capturer son ennemi. Dans l’ombre, Kraven ressassait son nouvel échec.
Quelque temps plus tard, guéri de sa fracture, Sergeï s’attaqua à Daredevil et à la Veuve noire, se rendant pour cela à San Francisco ; bien qu’il crut avoir triomphé du héros en l’ayant précipité d’une falaise, il s’avéra qu’en fait celui-ci avait été sauvé par la prêtresse de Titan appelée Dragon-Lune. Pendant ce temps, la Veuve noire triomphait seule de Kraven. Ayant réussi malgré tout à s’échapper, Kraven s’attaqua alors à l’Homme-loup (John Jameson) avant de se heurter à Tigra qui réussit à le faire arrêter une nouvelle fois. Ayant purgé sa peine, Kraven fut engagé par Edward Lansky (alias Luminex), pour combattre de nouveau Spider-Man, cette fois avec l’aide du premier Tarentula. Mais, le Tisseur triompha de ses deux agresseurs, Kraven recevant une violente décharge électrique qui le mis hors de combat.
Échappant à une nouvelle arrestation, Sergeï se retrouva vite avec Tigra sur ses traces ; tendant un piège à l’héroïne, il put la capturer, l’asservissant au moyen d’un collier électrique. Il tenta de l’utiliser contre Spider-Man mais celui-ci déchira le collier et les deux héros mirent en déroute Kraven, qui fut une nouvelle fois arrêté puis expulsé des États-Unis. Voyageant, il rencontra alors une jeune prêtresse vaudou haïtienne, Calypso Ezili. Avec elle, Kraven s’apaisa pendant un temps, chassant de nouveau des animaux sauvages et constituant un zoo privé. Mais Ezili rêvait de voir son amant s’illustrer de plus brillante manière et, libérant elle-même les proies de Kraven, accusa Spider-Man du forfait, poussant ainsi le vieux chasseur à reprendre sa lutte contre son ancien ennemi. Mais, Spider-Man vint une nouvelle fois à bout de son ennemi et les deux amants furent arrêtés. Convaincu alors qu’il ne serait jamais digne de l’amour de Callisto tant qu’il n’aurait pas humilié Spider-Man, Kraven repartit une nouvelle fois en chasse. Cette fois, l'haïtienne perturba les sens du héros, alors que lui et Kraven s’affrontaient.
Quand le Chasseur réalisa que son duel était truqué voyant une fléchette hallucinogène planté dans le cou du Tisseur, Kraven abandonna le combat, pour ne pas être déshonoré par une victoire indue. Une nouvelle fois, la police les arrêta, lui et sa compagne. Refusant de demeurer avec Calypso tant qu’il n’aurait pas retrouvé son honneur, Kraven et elle se séparèrent. Il vint peu après en aide à Ka-Zar, grièvement blessé d’une balle à la tête et sujet à des hallucinations. Aidé de Shanna et Spider-Man, Kraven aida à retrouver et capturer Ka-Zar, qui errait, amnésique dans les rues de New York, avant de le conduire à l’hôpital pour l’y faire soigner. Kraven tenta de prendre sa revanche sur Tigra. Mais Kraven, particulièrement bien entraîné, faillit bien venir à bout de son ennemie, qui ne fut sauvée que par l’intervention d'Œil-de-faucon et d'Oiseau moqueur.
Peu après, Kraven fut recruté par Méphisto pour attaquer le Beyonder mais il fut repoussé par la Chose qui avait pris le parti de l’être extra-dimensionnel. Traité comme un fétu par rapport à d’autres surhumains bien plus puissants que lui, cet incident incita Kraven à revenir à des proies en accord avec ses capacités.
Redevenant un chasseur d’animaux sauvages, Sergeï réalisa que le monde avait changé et que les mouvements de protection des animaux l’empêchaient désormais de se replonger dans la jungle africaine pour s’y livrer à son ancienne passion. Sentant finalement que son heure était réellement passée, et déterminé à mourir avec honneur et à l’heure de son choix, Kraven décida de consacrer les derniers instants de sa vie à triompher de Spider-Man. Alors que celui-ci avait depuis peu achevé sa lune de miel avec Mary-Jane Watson, Kraven drogua Spider-Man avec une fléchette et l’enterra vivant dans un cimetière, l’ayant plongé dans un profond sommeil, proche d’un état comateux, qui dura plusieurs jours.
Endossant l’uniforme de Spider-Man, Sergeï assuma l’identité du héros et sa mission, exerçant une justice plus rude et plus brutale sur les criminels, n’hésitant pas à en tuer certains, tout cela dans le but de montrer qu’il était un meilleur Spider-Man que l’original. Puis, il se lança dans sa dernière chasse, traquant la créature des égouts appelée la Vermine (en). Spider-Man avait été incapable de vaincre seul la Vermine, ayant nécessité l’aide de Captain America pour y arriver et Kraven considérait que réussir seul ce que le Tisseur n’avait pu faire, établirait sans conteste sa supériorité. Sergeï retrouva la Vermine, l’affronta et triompha de lui, l’enfermant dans une cage qu’il installa dans sa dernière demeure, attendant le réveil de Spider-Man.
Lorsque celui-ci émergea finalement de ces deux semaines de coma, s’extrayant de sa « tombe » à mains nues, il se précipita immédiatement chez Kraven pour se venger ; cependant, le Chasseur refusa de se battre, annonçant au Tisseur que leur lutte était désormais terminée et qu’il avait montré sa supériorité en triomphant d’abord de son ennemi, puis en épargnant sa vie, avant d’accomplir seul ce que le Tisseur avait été incapable de faire ; certain de sa supériorité sur le tisseur, heureux à l’idée d’avoir recouvrer son honneur, Kraven jugeait que tout nouveau conflit entre lui et Spider-Man était inutile. Spider-Man refusant de tuer la Vermine, Sergeï libéra ce dernier, obligeant le Tisseur à partir sur ses traces. Resté seul dans sa maison, Kraven prit son fusil et mit un terme à ses jours, en se tirant une balle en pleine tête. Il est enterré dans sa propriété, à côté de la tombe temporaire de son ennemi : Spider-Man.
Si Spider-Man ne devait, naturellement, ne plus avoir affaire à Kraven, l’héritage de celui-ci, sous divers aspects, ne cessa de le poursuivre. Le Tisseur dut d’abord affronter Calypzo Ezili, parfois seule, parfois avec d’autres alliés comme le Lézard, qui tenta de venger son ancien amant en tuant le héros. Puis, ce fut le tour du Caméléon, qui, ayant appris la mort de son demi-frère, décida lui aussi de le venger, orchestrant, avec la complicité de Harry Osborn, alors devenu le second Bouffon vert, le retour des parents de Peter Parker, pour découvrir que le jeune homme n’était autre que son ennemi. Après une confrontation avec un Spider-Man déchaîné à la suite de cette manipulation de ses sentiments, le Caméléon devait craquer mentalement et ne jamais retrouver véritablement sa santé mentale, finissant par se prendre pour Sergeï Kravinoff lui-même.
Finalement, Spider-Man dut aussi affronter les deux fils légitimes de Kraven. D'abord Vladimir, qui devint Grim Hunter et combattit Spider-Man avant d’être tué par Kaine, l’un des clones de Spider-Man. Ensuite Alyosha Kravinof, qui se fit même passer pour son père avant de profiter de l’héritage de sa famille et de devenir un allié de Spider-Man, renonçant à sa haine du Tisseur, avant de craquer mentalement à son tour.
Tout dernièrement, une fille de Kraven, Ana Tatiana Kravinoff (en), reprit à son compte la quête de Kraven de vaincre Spider-Man, enlevant le colocataire du héros, Vin Gonzales (en).

## Personnalité
Contrairement aux autres ennemis de Spider-Man, Kraven le chasseur ne se bat que pour retrouver son honneur, qu'il perdit lors de sa défaite au cours de son premier combat contre l'Araignée.

## Pouvoirs et capacités
Même sans ses pouvoirs surhumains, Kraven est un athlète de niveau olympique. Tacticien chevronné, c'est un chasseur de bêtes sauvages et un combattant au corps à corps expert.
En complément de ses pouvoirs, Serguei Kravinoff possède une grande connaissance de points de pression, tant dans l'anatomie humaine que chez de nombreux animaux. Il peut frapper ces grappes nerveuses avec une précision extrême, lui permettant de neutraliser des adversaires ou des animaux plus puissants que lui. Il est par ailleurs familier avec de nombreux poisons exotiques et tranquillisants, qu'il utilise souvent lors de ses chasses.
En ingérant régulièrement une potion fabriquée à partir de diverses herbes de la jungle, Serguei Kravinoff a gagné l'« Ultra Instinct », faisant de lui une menace physique pour Spider-Man, bien que ses pouvoirs ne soient pas aussi développés que ceux du Tisseur. La potion a amélioré sa vue, son ouïe et son goût à des niveaux surhumains, s'ajoutant à ses capacités de chasseur déjà impressionnantes.
- Kraven peut notamment voir plus loin et avec beaucoup plus de clarté qu'un être humain normal.
- Son audition est également améliorée, ce qui lui permet de détecter des sons qu’un humain ordinaire ne peut pas détecter, ou des sons qu’un humain normal pourrait détecter, mais à des distances beaucoup plus grandes.
- Il peut utiliser son odorat pour suivre une cible en la sentant, comme le font certains animaux, même si l'odeur est quelque peu amoindrie par des facteurs naturels.

Le corps de Kraven est également plus résistant à certaines formes de blessures que celui d'un être humain normal. Il peut résister à de grandes forces d'impact, comme tomber de plusieurs étages ou être frappé à plusieurs reprises par un adversaire ayant une force surhumaine sans le blesser, ce qui normalement blesserait gravement ou tuerait un individu ordinaire. Les effets de la potion ont radicalement modifié son processus de vieillissement, au point qu’il a peu vieilli (voire pas du tout) pendant plusieurs décennies. Bien qu'il ait plus de 70 ans, il possède l'apparence physique d'un homme âgé d'une trentaine d'années.
En raison d'une faille dans la cérémonie qui l'a ressuscité, Kraven a reçu « la "non-vie "... la malédiction éternelle », comme il l'a découvert lorsque sa fille l'a poignardé au cœur. Selon Kraven, il ne peut maintenant mourir que de la main de Spider-Man. Cependant, cette malédiction a apparemment été brisée lorsque Kaine a temporairement tué Kraven en arrêtant son cœur, puis en le redémarrant dans le même mouvement.
Dans le film qui lui est consacré, Kraven obtient ses pouvoirs après que Calypso lui ait fait ingérer à son insu, un sérum mystique qu'elle tenait de sa grand-mère. Ayant des compétences similaires à celles de plusieurs animaux sauvages, il établit également un lien avec de vrais animaux pour traquer ses "proies" humaines.

## Apparitions dans d'autres médias

### Cinéma
- 2014 : The Amazing Spider-Man : Le Destin d’un Héros de Marc Webb.

Kraven n'apparaît pas physiquement dans ce film, mais sa lance peut être aperçue dans le générique de fin, annonçant sa participation à l'équipe des Sinister Six, qui aurait dû apparaître dans la suite de la saga avant que celle-ci ne soit annulée.
- 2021 : Spider-Man: No Way Home de Jon Watts.

À l'origine, Kraven devait être le principal antagoniste du film avant que les scénaristes ne se tournent vers l'idée du Multivers avec les retours des anciens Spider-Man et de leurs ennemis. Néanmoins, une silhouette évoquant Kraven apparaît dans le ciel dans l'une des brèches du Multivers.
- 2023 : Kraven the Hunter de J. C. Chandor, interprété par Aaron Taylor-Johnson.

Il est présenté comme l'un des fils d'un puissant homme d'affaires mafieux (Russell Crowe), qui ne supporte pas la faiblesse. Lorsqu'il est gravement blessé par un lion qu'il n'a pas pu tuer, une jeune fille qui s'avéra être Calypso (Ariana DeBose) lui fait boire à son insu un élixir qu'elle tient de sa grand-mère qui, en le guérissant, confère des capacités similaires à celles des animaux sauvages. 16 ans plus tard, après s'être retiré dans un sanctuaire appartenant à sa défunte mère, il prend le nom de Kraven et se livre à une chasse sanglante contre de grands noms du crime. Son frère Dimitri (Fred Hechinger) est soudainement enlevé par des mercenaires originellement venus pour tuer Kraven. Il implore Calypso de l'aider à le retrouver. Il s'avère que ces mercenaires sont dirigés par Aleksei Sytsevich (Alessandro Nivola), qui veut faire chanter leur père. Kraven est d'abord attiré dans un piège, dont il réchappe de justesse avant d'être encerclé dans la forêt environnante de son sanctuaire. Là, il parvient à tuer plusieurs mercenaires, mais est piégé par l'un d'entre eux, qui se fait appeler l'Étranger, qui lui injecte une neurotoxine mortelle. Kraven ne doit la vie qu'à l'intervention de Calypso. Il déclenche ensuite une débandade de buffles d’eau au cours de laquelle il affronte et blesse mortellement Aleksei malgré sa transformation en Rhino. Il finit par apprendre que c'est son propre père qui a mis Aleksei sur sa piste et le confronte avant de s'arranger pour que le père se fasse tuer par un ours sans pouvoir rien faire. Un an plus tard, il retrouve Dimitri, qui est devenu le Caméléon et lui reproche d'être devenu exactement, voire pire, que leur père malgré le "code d'honneur" que Kraven affirme respecter.

### Télévision
- 1994-1998 : Spider-Man, l'homme-araignée (série d'animation)
- 2008-2009 : Spectacular Spider-Man (série d'animation)
- depuis 2012 : Ultimate Spider-Man (série d'animation) : Dans cette série, Kraven est l'ennemi de Tigre Blanc, ayant tué le père de cette dernière, et veut son amulette. Il se bat généralement avec des armes lasers ou invisibles. Il utilise des pièges, la magie ou des armures high-tech pour se renforcer. Il est un membre permanent des Sinister Six dans la série.

- 2017 : Marvel Spider-Man (série d'animation)

### Jeux vidéo
- 2010 : Spider-Man : Dimensions
- 2022 : Marvel Snap
- 2023 : Marvel's Spider-Man 2 : Kraven apparait comme l'un des antagonistes principaux du jeu. Il est le chef des "Chasseurs", une organisation de mercenaires à la pointe de la technologie qui ne vivent que pour chasser. Il enverra son groupe à New York pour chasser tous les super-vilains de la ville. Souffrant d'un cancer en phase terminale, il cherche un adversaire qui lui offrira une mort glorieuse. Il est tué par Harry Osborn, devenu Venom, après un violent combat dans un Time Square dévasté.